# グアムの紋章
グアムの紋章(グアムのもんしょう)はアメリカ合衆国領グアムの紋章で、1946年にチャールズ・A・パウナルよって制定された。 グアムの旗の中央にも描かれている。 ハガニア付近のアガナ湾に浮かぶプラウ船とヤシの木が描かれている。